# اینچتوتیل
اینچتوتیل (به انگلیسی: Inchtuthil) یک کاستروم و محوطه باستانی در بریتانیا است که در پرت و کینروس در اسکاتلند واقع شده‌است. این دژ در سال ۸۲ یا ۸۳ میلادی به عنوان مقر پیش‌قراول نیروهای نئوس ژولیوس آگریکولا علیه طوایف کالدونی ساخته شده‌است.